# Azali Assoumani
Azali Assoumani (Arabisch: غزالي عثماني) (Mitsoudjé (Grande Comore), 1 januari 1959) is een Comorees politicus en militair. Hij was meermaals president van de Comoren: van mei 2002 tot mei 2006, van mei 2006 tot februari 2019 en sinds 3 april 2019 voor de derde keer.

## Politieke loopbaan
Assoumani werd na de staatsgreep van 1999 het staatshoofd van de Comoren, waarbij de toenmalige president Tadjidine Ben Said Massounde (1933-2004) werd afgezet. In 2002 kondigde Assoumani verkiezingen aan. De verkiezingscampagnes leidden echter tot onrust, aangezien er talloze gewelddadige acties in het hele land plaatsvonden tussen de staatstroepen en de oppositie. Assoumani werd uiteindelijk tot president gekozen met 75% van de stemmen bij de Comorese presidentsverkiezingen. Hij werd officieel ingehuldigd op 26 mei 2002.
Assoumani's presidentschap werd gekenmerkt door meerdere conflicten, mede omdat hij weigerde om zijn presidentiële bevoegdheden over te dragen aan de autonome regio's van de Comoren, zoals voorgeschreven door de Comorese Grondwet. De Grondwet eist ook dat opeenvolgende presidenten van verschillende eilanden kwamen, waardoor Ahmed Abdallah Mohamed Sambi uit Anjouan de uit Grande Comore afkomstige Assoumani kon opvolgen na het winnen van de presidentsverkiezingen van 2006.
Assoumani stelde zich opnieuw beschikbaar als presidentskandidaat bij de presidentsverkiezingen van 2016. In de eerste ronde op 21 februari werd hij derde met 14,96% van de stemmen. In de tweede ronde op 10 april won hij echter de verkiezingen met 40,98% van de stemmen. Op 11 mei 2016 vond nog een derde ronde plaats, waarin hij 41,43% van de stemmen kreeg.
Op 13 februari 2019 nam Assoumani ontslag als president om campagne te voeren voor herverkiezing bij de Comorese presidentsverkiezingen van 24 maart 2019. Hij werd in de eerste ronde gekozen met 60,77% van de stemmen en trad op 3 april weer in functie.
Vanaf 18 februari 2023 was Assoumani gedurende een jaar voorzitter van de Afrikaanse Unie.
Op 7 augustus 2024 verleende Azali Assoumani uitgebreide bevoegdheden aan zijn zoon en vermoedelijke opvolger Nour El Fath, waardoor hij kon ingrijpen in verschillende fasen van het besluitvormingsproces van de regering.